# Картуш (Египет)

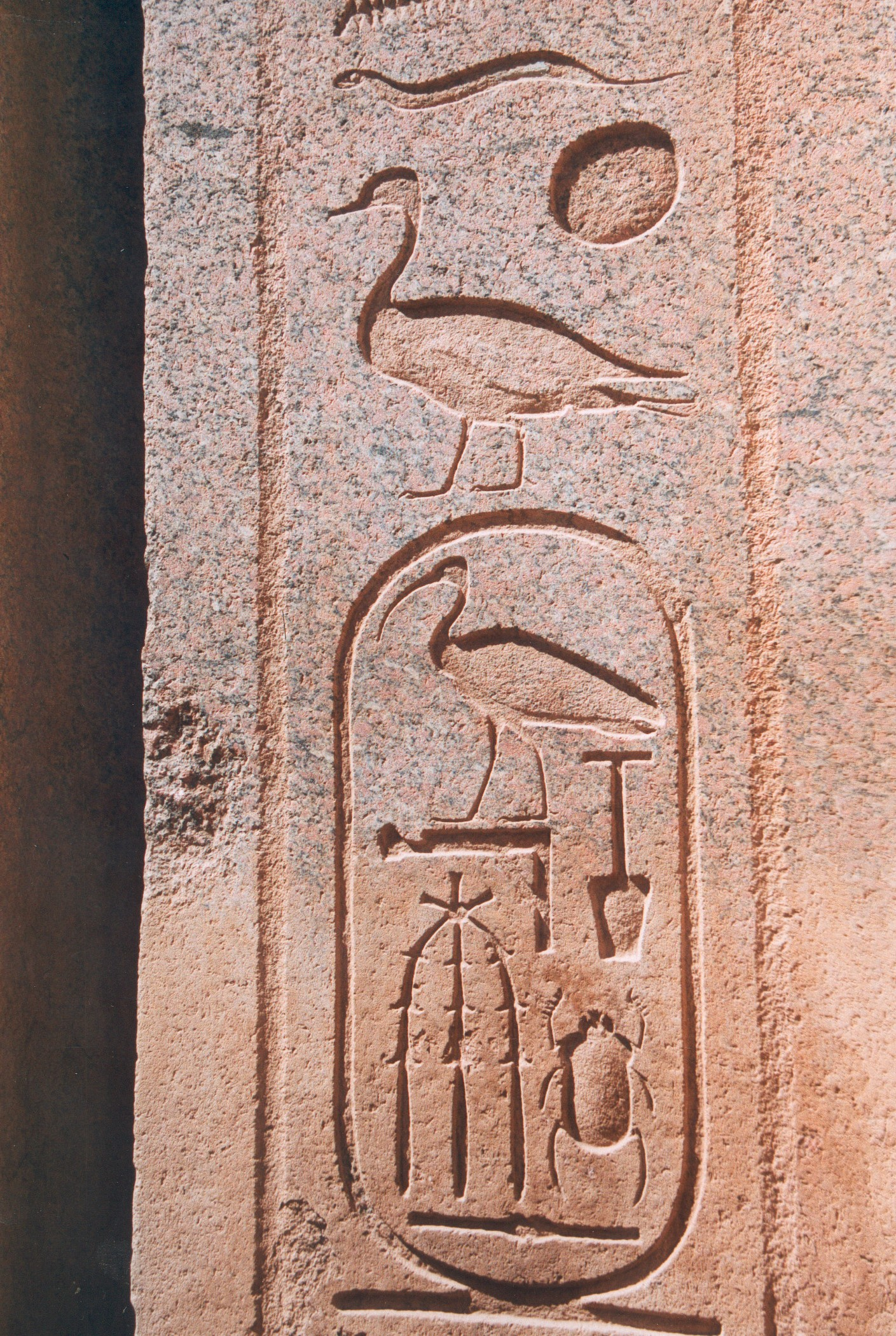
Древнеегипетский картуш Тутмоса III, Карнак, Египет.

В древнеегипетских иероглифах картуш — это продолговатый закруглённый контур (овал) с горизонтальной линией внизу (при вертикальном расположении) или сбоку (при горизонтальном расположении картуша), который указывает на то, что написанный в нём текст является царским именем.

## История
Последний фараон III династии Хуни был первым фараоном, чьё имя регулярно заключалось в картуш, изображавший завязанную внизу узлом верёвку. Картуш входит в обиход в начале IV династии при фараоне Снофру.

## Изображение
Предшественником картуша был серех. На древнеегипетском языке картуш назывался шену и, по сути, являлся увеличенным кольцом шен. В демотической письменности картуш выродился в пару скобок и вертикальную линию.
Из пяти титульных имён фараонов в картуш обрамлялось тронное имя (преномен) и собственное имя (номен), которое давалось при рождении. В случаях узурпации или «проклятия памяти» (лат. Damnatio memoriae) имена и картуши затирались или заменялись другими. К счастью для историков, подобные практики поддаются исследованию и дешифровке благодаря внимательному эпиграфическому анализу.
Иногда в форме картушей исполнялись амулеты, которые изображали имена фараонов и клались в гробницы. В определённые периоды истории Египта на таких амулетах имена не изображались в связи с опасением, что человек, который завладел картушем с именем, может получить власть над носителем имени.

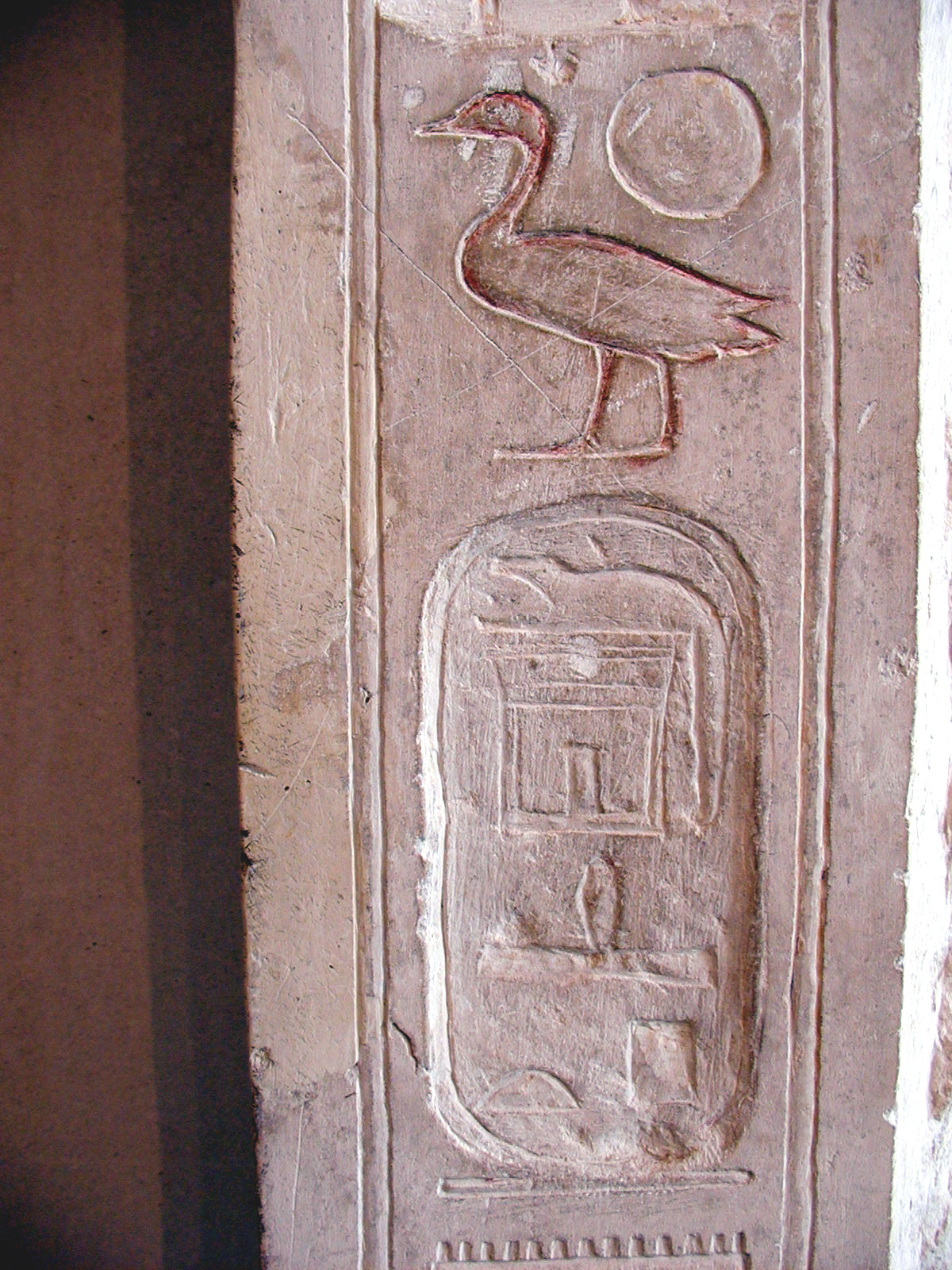
Пример узурпированного картуша. Картуш Себекхотепа III
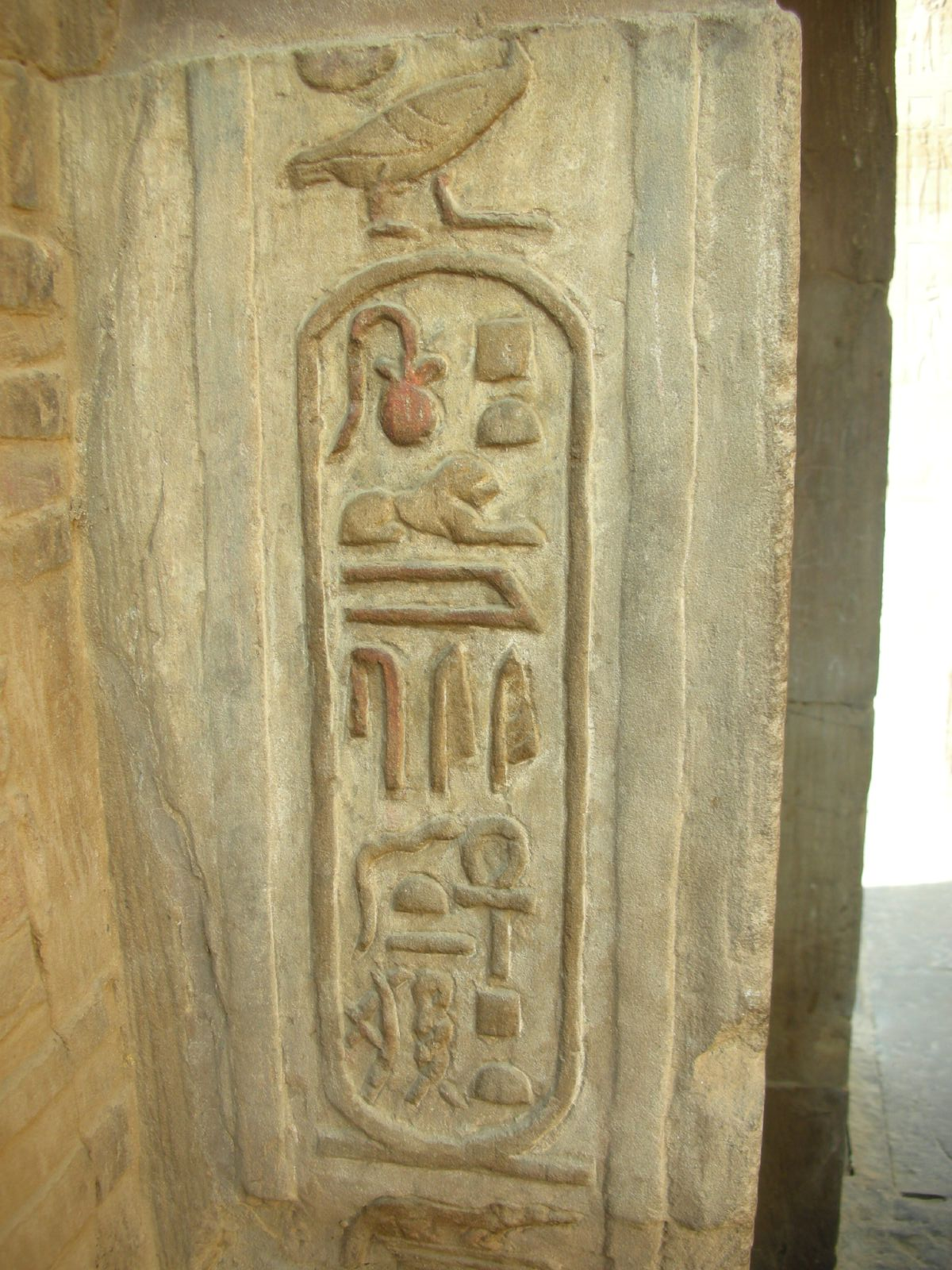
Картуш эпохи Птолемеев
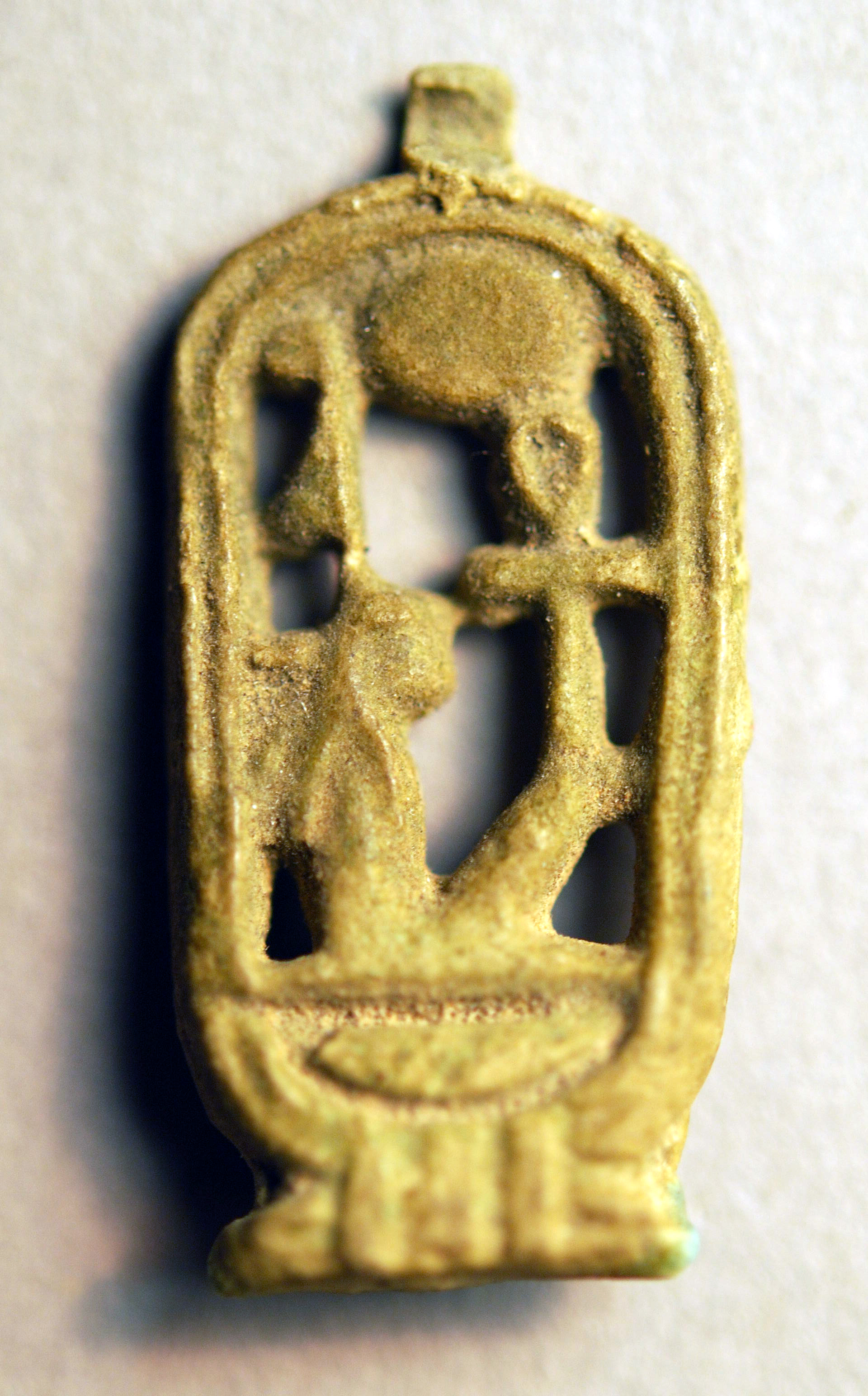
Картуш-амулет Аменхотепа III (XIV век до н.э.). Метрополитен-музей
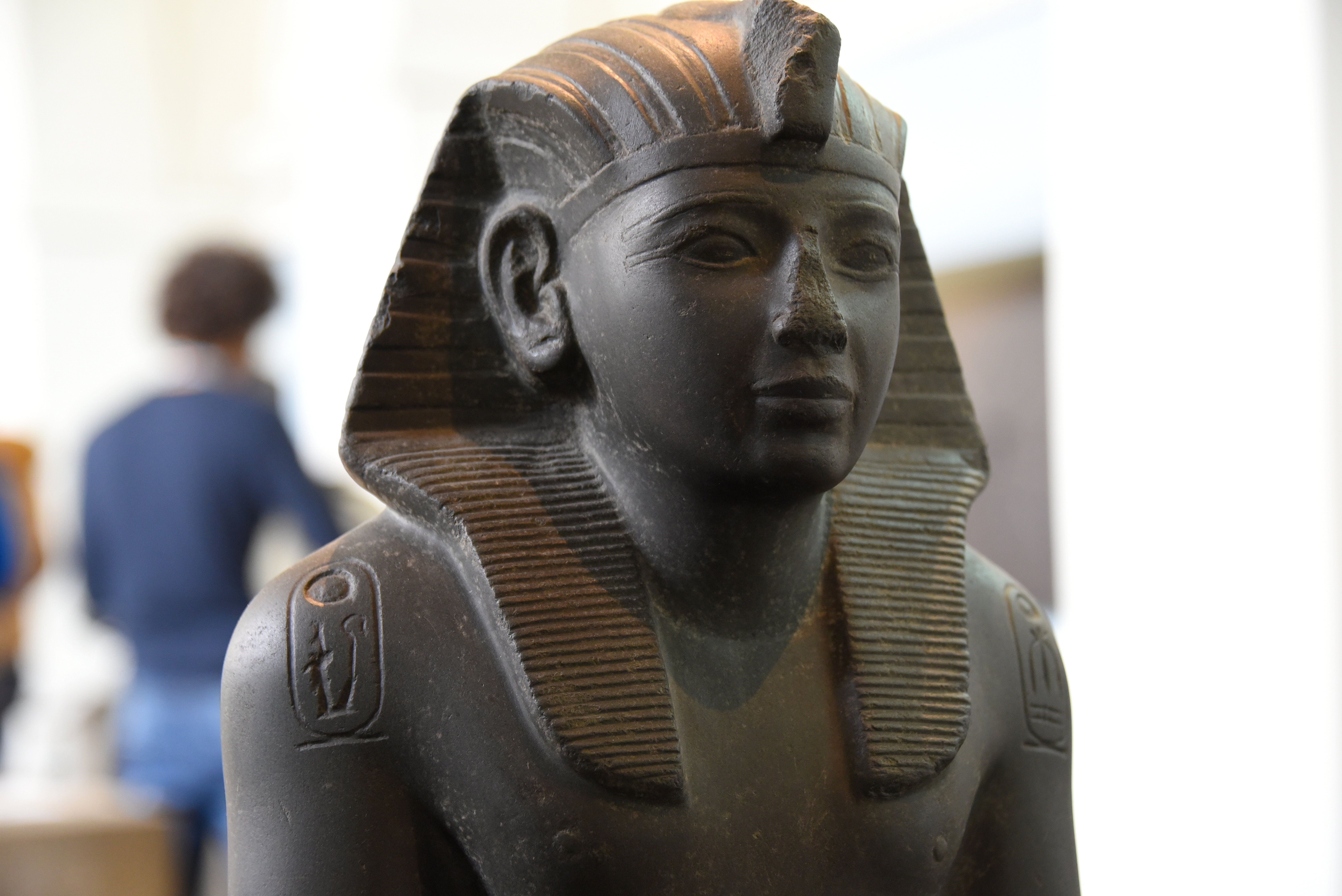
Картуш на статуе Рамсеса IV. Британский музей

## В науке

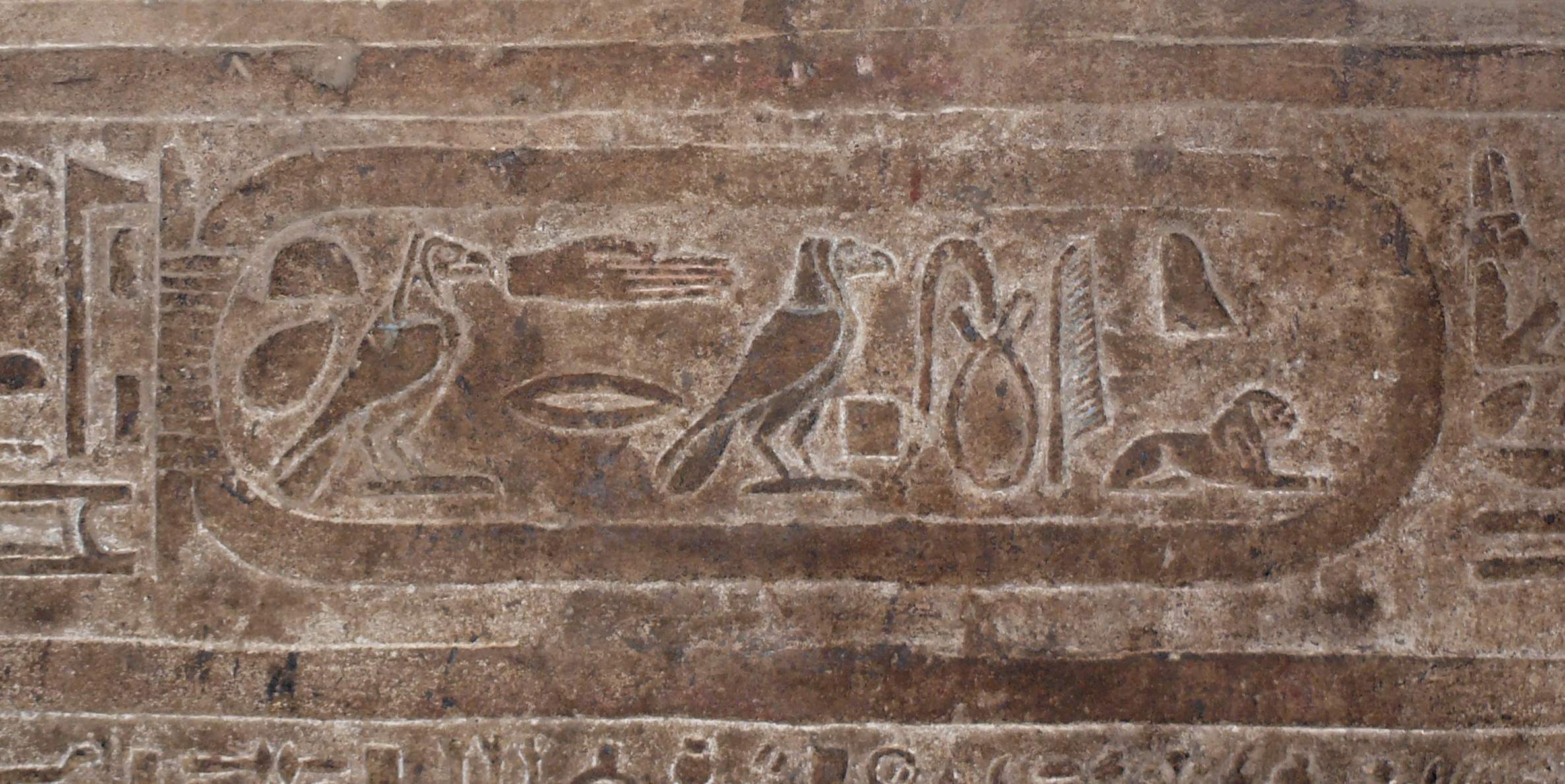
Картуш царицы Клеопатры VII в храме Эдфу

Картуш царя Птолемея на Розеттском камне помог французскому египтологу и лингвисту Жану-Франсуа Шампольону дешифровать древнеегипетские иероглифы.
Эти артефакты имеют большое значение для археологов в связи с тем, что позволяют определить время захоронения и его принадлежность.